# Anna Nordlund
Anna Nordlund, född 1966, är en svensk docent i litteraturvetenskap och lektor i didaktik, samt en kännare av Selma Lagerlöfs författarskap.

## Biografi
Nordlund disputerade 2005 på avhandlingen Selma Lagerlöfs underbara resa genom den svenska litteraturhistorien 1891-1996. Hon har i många år forskat om Selma Lagerlöf och gett ut flera böcker om hennes författarskap. Hon är docent i litteraturvetenskap och lektor i didaktik, och undervisar i barnlitteratur och litteraturdidaktik.
År 2018 gav hon ut Selma Lagerlöf: Sveriges modernaste kvinna. Boken beskrivs som ett praktverk med ett stort bildmaterial, där Nordlund som en god stilist metodiskt och kronologiskt går igenom Lagerlöfs liv. Dokumentärserien Selma Lagerlöf (2022) anges i stor utsträckning bygga på boken, där DN:s Maria Schottenius skriver att "filmteam och forskare tillsammans levandegör en tidsepok och ett liv, känsligt och effektivt."
År 2019 gav hon tillsammans med Colette van Luik ut Svenska hjältinnor: 100 berättelser om smarta, starka & modiga kvinnor. Boken beskriver hundra svenska kvinnor, samtida såväl som historiska, som åstadkommit något speciellt, stått upp för sina ideal eller förverkligat sina drömmar.

## Utmärkelser
- 2018 – Formgivarpriset "Vackraste Värmlandsboken" för boken Selma Lagerlöf: Sveriges modernaste kvinna, tillsammans med bildredaktören Bengt Wanselius[5]

- 2019 – Lotten von Kræmers pris, utdelat av Samfundet De Nio[6]